# 高雄港港史館
高雄港港史館（たかおこうこうしかん）は、台湾高雄市鼓山区にある2002年開館の博物館。

## 歴史
元々は戦前に高雄港税関事務所として建てられた赤レンガによる2階建てバロック建築で、1914年に起工され、財政難などで1937年時点では計画の3分の1しか竣工しなかったが、日本政府により完工が宣布されている。
戦後も交通部高雄港務局（現在の台湾港務公司の高雄港務分公司）のオフィスとして1994年まで使用された。
当初は撤去される予定だったが、保存が決定され(p100)、1997年に修復を開始し、2002年11月27日に博物館としてリニューアルオープンした(p97)。2003年2月26日に市の文化資産（歴史建築）に登録された。